# Wiktor Kurmanowycz
Wiktor Kurmanowycz, ukr. Віктор Курманович (ur. 26 lutego 1876 w Olszanicy, zm. 18 października 1945 w Odessie) – ukraiński działacz wojskowy, generał-czotar UHA.

## Życiorys
Urodził się w Galicji, w rodzinie proboszcza (ukr. парох) greckokatolickiego. Ukończył Szkołę Kadetów Piechoty w Łobzowie i został wcielony do Dolnoaustriackiego Pułku Piechoty Nr 84 w Krems. W latach 1901–1902 był słuchaczem Szkoły Wojennej w Wiedniu. Po ukończeniu studiów został przydzielony do 7 Dywizji Piechoty w Osijeku, pozostając oficerem nadetatowym IR 84. W 1905 został mianowany kapitanem i przydzielony do Galicyjskiego Pułku Piechoty Nr 30 we Lwowie. Następnie pełnił służbę w Biurze Ewidencyjnym, pozostając oficerem nadetatowym IR 30. W 1912 został przeniesiony do Galicyjskiego Pułku Piechoty Nr 13 w Opawie i przydzielony do I batalionu w Bielsku.
W 1914 został aresztowany przez kontrwywiad rosyjski na Wołyniu, i osadzony w Cytadeli Warszawskiej. W 1915 został wymieniony za adiutanta cara Mikołaja II, i powrócił do służby, obejmując dowództwo 37 pp z Dalmacji, walczącego na Bukowinie, a później w Alpach. Na stopień podpułkownika został mianowany ze starszeństwem z 1 lutego 1917 w korpusie oficerów piechoty. Jego oddziałem macierzystym był nadal IR 13.
W listopadzie 1918, po podpisaniu zawieszenia broni, wyjechał do Wiednia. Tam spotkał się z Stepanem Smal-Stoćkim, i za jego namową wyjechał do Stryja. Tam w grudniu 1918 objął dowództwo grupy wojsk „Północ” Armii Halickiej, przekształconej w styczniu 1919 w I Korpus Ukraińskiej Armii Halickiej. 12 lutego 1919 brał udział w pertraktacjach we Lwowie z delegacją Ententy w sprawie zawieszenia działań wojennych w wojnie polsko-ukraińskiej. Od lutego 1919 do 9 czerwca 1919 był państwowym sekretarzem spraw wojskowych w rządzie Zachodnioukraińskiej Republiki Ludowej (ZURL), od 6 czerwca 1919 do 16 lipca 1919 członek Rady Pełnomocników ZURL, zajmującym się obroną. W czasie ofensywy czortkowskiej z powodu choroby znalazł się w szpitalu. Razem ze szpitalem przekroczył Zbrucz, po wyzdrowieniu powrócił do służby jako zastępca szefa sztabu Mykoły Junakowa połączonych armii URL i ZURL. W końcu 1919, ciężko chory wyjechał na leczenie do Baden.
W latach 1921–1922 przebywał w obozie internowanych żołnierzy ukraińskich w Niemieckim Jablonnem. Po rozwiązaniu obozu w 1923 pracował w fabryce samochodów. Jednocześnie wraz z gen. Mykołą Kapustianśkim działał w kierownictwie Organizacji Ukraińskich Nacjonalistów. W latach 1933–1938 przebywał w Wolnym Mieście Gdańsk, prowadząc szkolenia dla byłych oficerów UHA. W końcu 1938 przebywał na terenie Ukrainy Karpackiej.
W 1943 był członkiem Zarządu Wojskowego, tworzącego 14 Dywizję Grenadierów SS.
Mieszkał w Wiedniu do kwietnia 1945, kiedy to został aresztowany przez Smiersz i wywieziony do ZSRR. Zmarł w szpitalu więziennym w Odessie.